# Fâche
Pour les articles homonymes, voir Fache (homonymie).

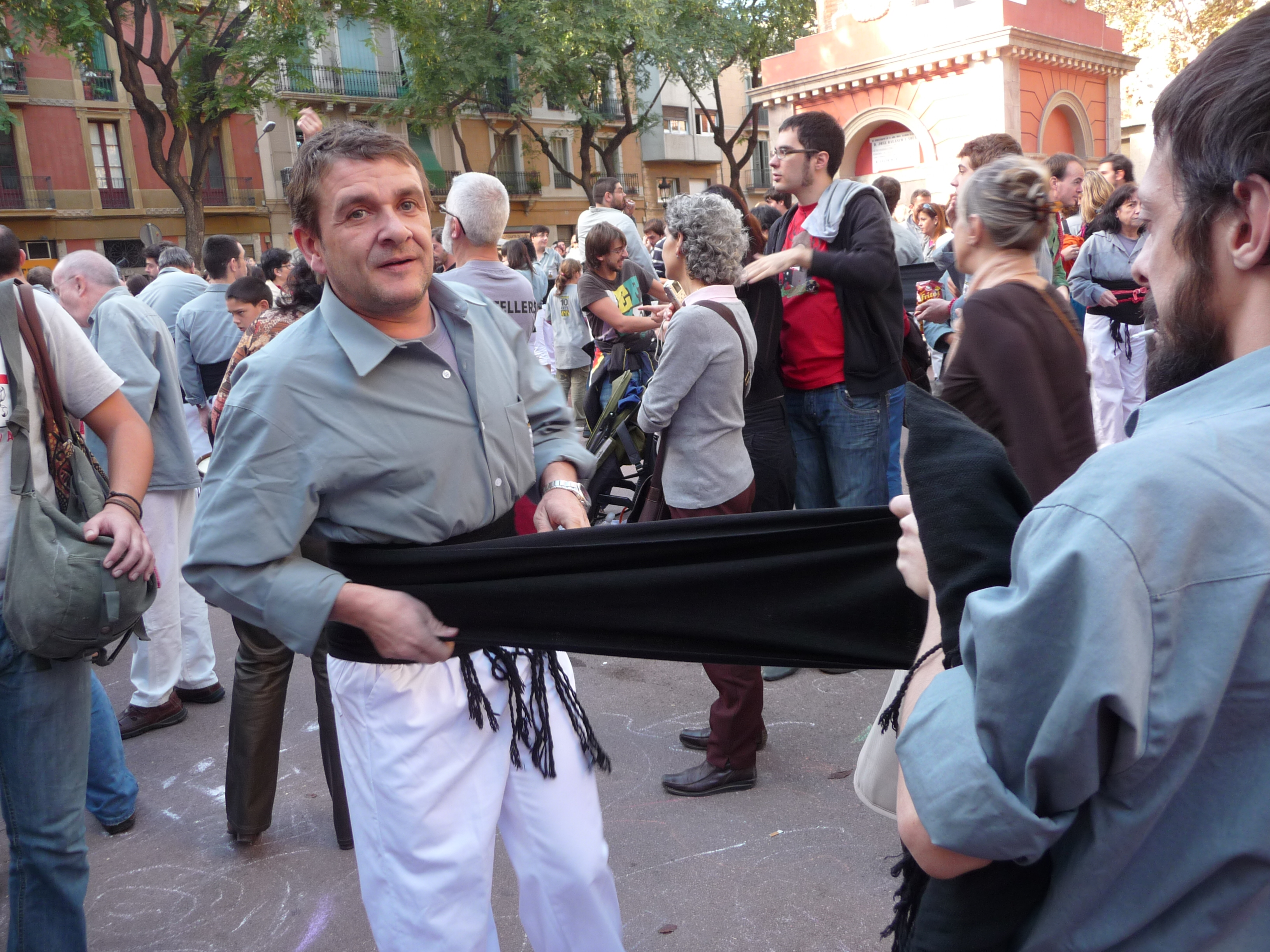
Casteller mettant sa fâche.

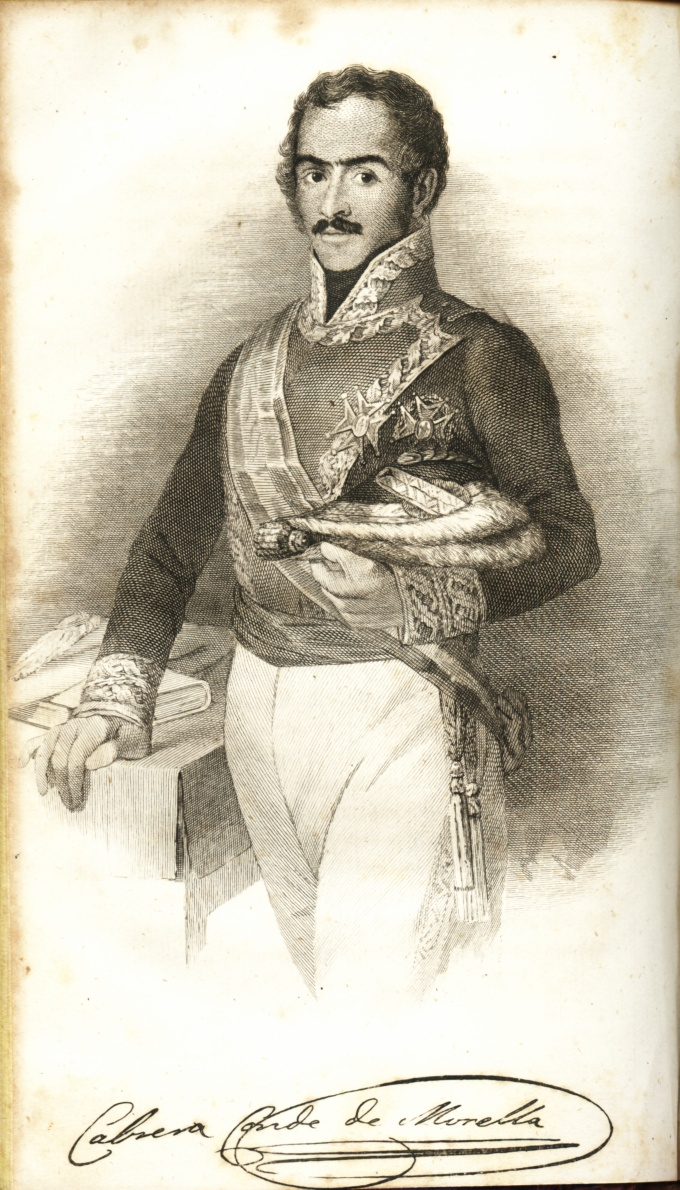
Le général Cabrera, avec sa fâche militaire

La fâche (en catalan : faixa, en occitan : faissa) est une pièce de tissu rectangulaire, typique de Catalogne et du Sud de la France. Bien plus longue que large et très prisée pour sa résistance elle est apparentée à l'écharpe, mais servait de ceinture, faisant plusieurs fois le tour du corps au niveau de la taille. Au XIXe siècle, elle était portée par des agriculteurs et des artisans, pour soutenir les reins et protéger les lombaires pendant le travail de la terre. La bourgeoisie la portait plutôt comme symbole de pouvoir, de façon très colorée et jusqu'à trois mètres de long. Aujourd'hui est présente dans de nombreuses danses traditionnelles des fêtes majeures.
Cette pièce de vêtement était habituelle dans les Pays Catalans et en Occitanie. La fâche rouge est typique du costume traditionnel catalan pour les hommes.

## Usages contemporains
- Castellers: C'est une pièce fondamentale du vêtements du casteller. De couleur noire et de dimension variable, elle permet de limiter les efforts des personnes supportant le poids de la tour.
- Sardanistes: C'est une pièce optionnelle du costume de sardaniste masculin. Sa couleur est déterminée en fonction de la colla (groupe de danseur) ; de dimensions variables elle s'enroule sur les reins, a une fonction esthétique et permet de la zone lombaire lors des compétitions de sardanes.
- Falcons: C'est une pièce fondamentale des falcons, puisque c'est sa couleur qui permet de différencier les groupes entre eux. Elle sert également de ceinture pour protéger la zone lombaire lors de la réalisation des différentes figures.
- Militaire: La fâche est alors équivalente à l'écharpe. Elle constitue, en certaines armées, un signe distinctif. Elle est faite généralement de soie, en garnissant la ceintura et est bordée d'or.